# Taiwan Open 1994
Il Taiwan Open 1994 è stato un torneo di tennis giocato sul cemento. È stata la 6ª edizione del torneo, che fa parte della categoria Tier IV nell'ambito del WTA Tour 1994. Si è giocato a Taipei in Taiwan, dal 14 al 20 novembre 1994.

## Campionesse

### Singolare
Wang Shi-ting ha battuto in finale  Kyōko Nagatsuka con il punteggio di 6–1, 6–3

### Doppio
Michelle Jaggard-Lai /  Rene Simpson hanno battuto in finale  Nancy Feber /  Alexandra Fusai con il punteggio di 6–0, 7–6